# Яровицина Тетяна Валентинівна
Тетяна Валентинівна Ярови́цина (нар. 30 жовтня 1979, Київ) — українська поетеса, організаторка літературно-просвітницьких заходів, бібліотекарка. Авторка власних та учасниця колективних збірок поезії, публікацій у часописах. Авторка текстів пісень. Перекладачка.

## Життєпис
Народилася у Києві в сім'ї військовослужбовця. 

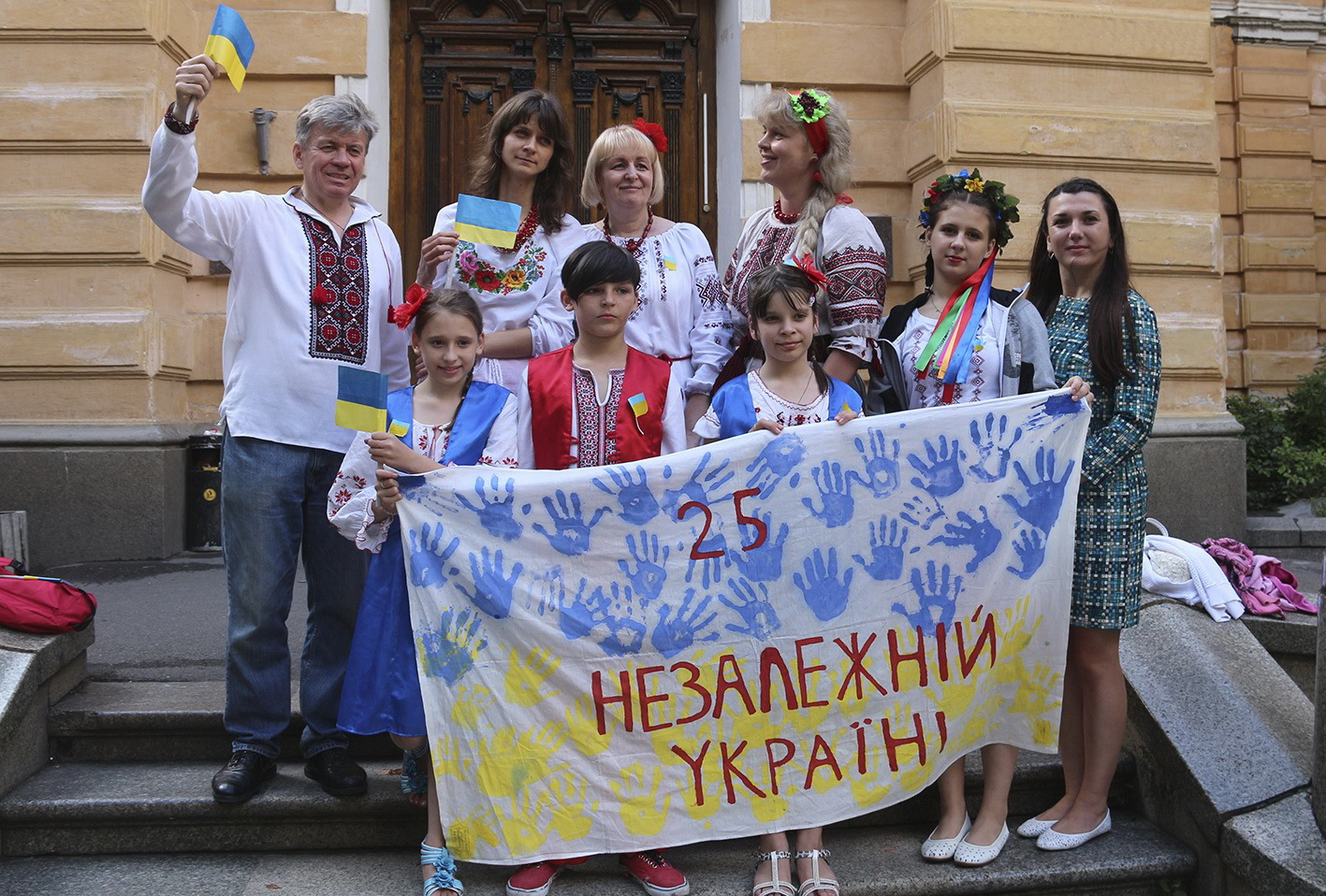
Фестиваль «Українські передзвони», 24 липня 2016, Будинок письменників

У 1996-у закінчила Київську школу-ліцей № 142 (фізико-математичне спрямування), де у старших класах брала участь у роботі МАН та здобула перемогу на київському конкурсі учнівських робіт з географії та української філології. Вища освіта — Інститут енергозбереження та енергоменеджменту НТУУ «КПІ» — закінчила 2002-го за фахом інженера.
17 років життя присвятила нормативно-аналітичній роботі в електроенергетиці, 10 з яких — на посаді провідного інженера нормативно-аналітичного управління Держенергонагляду. Активна учасниця українізації технічної документації вітчизняного галузевого контенту.
З 2019 працює у бібліотечній сфері, яка також переживає докорінну трансформацію. 
У 2014 перейшла на спілкування українською, уболіваючи за становлення української нації, рідної мови та культури, за повагу суспільства до них.
Веде особисті блоги на авторських сайтах: «Проспект Піднесення» (2011 — 2018), «Тендітна Сила» (з 2019-го). Рубрика «До мовної скарбнички» виходить з 2018-го у життєписі на Facebook.

## Організаторська та фестивальна діяльність

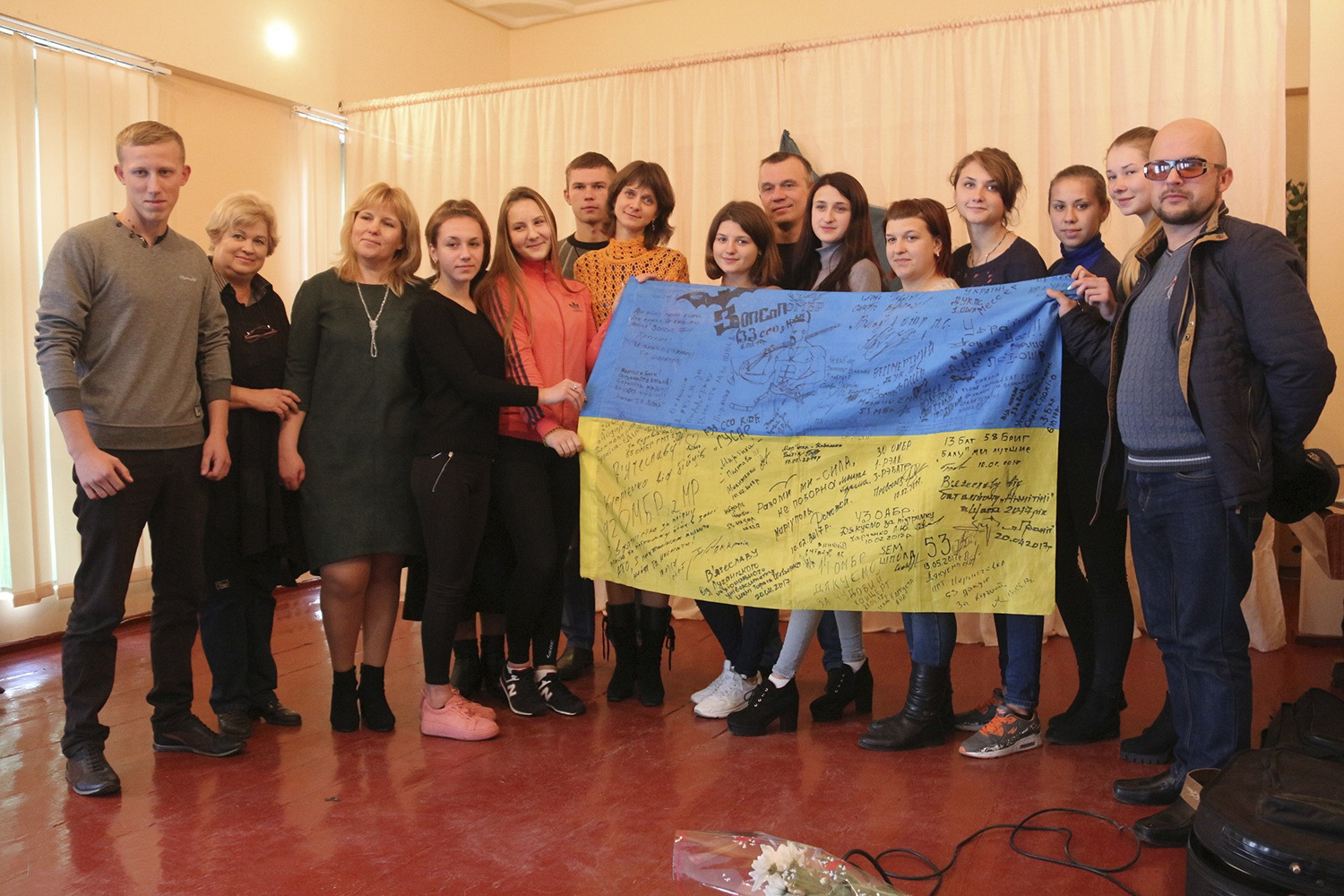
Проєкт «Непереможні», м. Новгород-Сіверський, медичний коледж, жовтень 2017

Організатор
- 2016 — 2019 — Міжнародний проєкт-конкурс «Тарас Шевченко єднає народи» — співорганізатор, координатор подій, відповідальна за «Відеоформат»)[4][5]
- 2014 — 2019 — Народний мистецько-історичний фестиваль поезії та пісні «Українські передзвони» — співорганізатор
- 2014 — Благодійний мистецький проєкт «Непереможні» — співзасновник[6][7]

Участь у фестивалях
Лауреат, дипломант, спеціальний гість низки всеукраїнських фестивалів поезії та авторської пісні:
- 2011 — Міжрегіональний фестиваль «Час Візбора»[8]
- 2016 — Міжрегіональний фестиваль «Час Візбора» — член журі[8]
- 2017 — Всеукраїнський фестиваль любовної лірики та авторської пісні про кохання «Мовою серця»
- 2019 — Пісенно-поетичний фестиваль «Відкриті небеса»[9]
- 2019 — Міжнародний проєкт-конкурс «Тарас Шевченко єднає народи» (номінація «Відеоформат») — член журі
- 2017 — Фестиваль громадських організацій та ініціатив «Воля Громади»: «Червона Доріжка Гідності» (відзнака в номінації “Натхнення Майдану”) [10].
- 2018 — Фестиваль громадських організацій та ініціатив «Воля Громади»: «Червона Доріжка Гідності» (відзнака в номінації “Натхнення Майдану”) [11].

## Творчість
Поетка

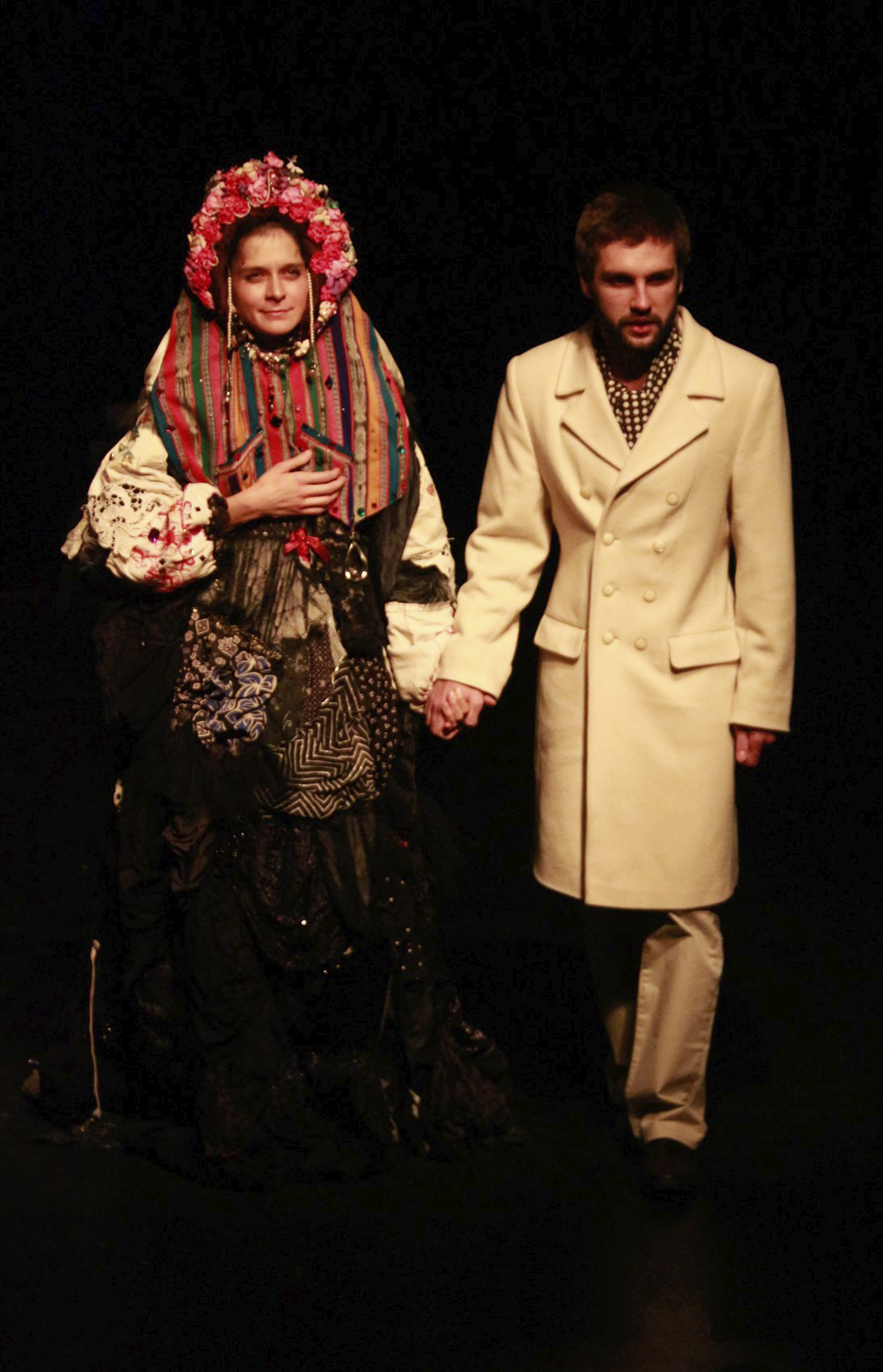
Тетяна Яровицина у ролі Долі Шевченка (вистава «Шевченкові імперативи і ми», реж. Г. Яблонська, НАДТ імені Івана Франка, вересень 2015)

Поезія Тетяни Яровициної тяжіє до гостросоціальної та філософської лірики. Поряд із прозорою невагомою поетикою стоять глибоко сутнісні публіцистичні твори. Видані книжки поезій носять переважно тематичне спрямування.
Піснярка
Низку поетичних текстів авторства Тетяни Яровициної покладено на музику сучасними авторами-виконавцями: зокрема В'ячеславом Купрієнком, Володимиром Пироженком, Ігором Двигалом, Ганною Ярмолюк та іншими.
Пісні на слова Тетяни Яровициної увійшли до аудіоальбомів В. Купрієнка «Соняхи» (2016) та «Час народу» (2018), які вийшли за підтримки Української асоціації інвалідів АТО, а також до альбомів пісень-лауреатів фестивалю «Пісні, народжені АТО» (2017, 2018).
Акторка
У вересні 2015 дебютувала як акторка Героїчного театру Галини Яблонської «Пам’ять» у ролі Долі Тараса Шевченка (вистава «Шевченкові імперативи і ми», Національний академічний драматичний театр імені Івана Франка, мала сцена).